# Чистопольський район
Чистопольський район (рос. Чистопольский район, тат. Чистай районы) — муніципальний район у складі Республіки Татарстан Російської Федерації.
Адміністративний центр — місто Чистополь.

## Адміністративний устрій
До складу району входять одне міське та 23 сільських поселень:
1. Міське поселення Чистополь
2. Адельшинське сільське поселення
3. Булдирське сільське поселення
4. Великотолкіське сільське поселення
5. Верхньокондратинське сільське поселення
6. Данауровське сільське поселення
7. Ісляйкинське сільське поселення
8. Каргалінське сільське поселення
9. Кутлушкінське сільське поселення
10. Кубаське сільське поселення
11. Малотолкіське сільське поселення
12. Муслюмкинське сільське поселення
13. Нарат-Єлгинське сільське поселення
14. Нижньокондратинське сільське поселення
15. Совхозно-Галактіоновське сільське поселення
16. Староромашкінське сільське поселення
17. Татарсько-Баганінське сільське поселення
18. Татарсько-Єлтанське сільське поселення
19. Татарсько-Сарсазьке сільське поселення
20. Татарсько-Толкіське сільське поселення
21. Четирчинське сільське поселення
22. Чистопольсько-Висельське сільське поселення
23. Чистопольське сільське поселення
24. Чувасько-Єлтанське сільське поселення